# Senador Modestino Gonçalves
Senador Modestino Gonçalves é um município brasileiro do estado de Minas Gerais. Sua população recenseada pelo Instituto Brasileiro de Geografia e Estatística em 2022 era de 4 008 habitantes.

## História
O desbravamento das terras às margens do Rio Araçuaí, na região do atual Vale do Jequitinhonha, data-se de 1744, quando se desenvolveu o primeiro povoamento do arraial das Mercês, seguido pelo arraial de Nossa Senhora das Mercês do Araçuí, atual Senador Modestino Gonçalves. A cidade ainda guarda diversas construções desta época histórica, como casarões e igrejas, destacando-se a Igreja Matriz Nossa Senhora das Mercês, Capela do Senhor Bom Jesus e a Capela Nossa Senhora do Rosário.
Um dos primeiros habitantes da região foi Antônio Magalhães de Barros, que depois de estabelecer um roçado e morada no arraial, incentivou outros individuos a fazerem o mesmo. Ergueu-se uma primitiva capela dedicada a Nossa Senhora das Mercês. Elevada a freguesia passa a chamar-se Nossa  Senhora das Mercês (os historiadores divergem sobre a data de sua elevação a condição de freguesias, podendo ser em 1843 ou 1873). Emancipa-se de Diamantina em 1962.

## Topônimo
Anteriormente distrito de Diamantina, Senador Modestino Gonçalves passou por diversas alterações em sua nomenclatura. Originalmente conhecido como "Mercês de Araçuaí" e, posteriormente, "Nossa Senhora das Mercês do Araçuaí", o distrito foi renomeado para "Calabar" em 1923, atráves da lei estadual nº 843. Sofreu nova alteração em 1930, pela lei estadual nº 1.160, que rebatizou o distrito como "Mercês de Diamantina", todavia, diversos decretos posteriores nomearem o distrito como "Mercês do Arassuaí".
A emancipação do distrito ocorreu em 1962, quando se tornou um município independente, a partir da lei estadual nº 2.764, datada de 30 de dezembro. Nesta ocasião, o município foi nomeado "Senador Modestino Gonçalves", em homenagem ao político Modestino Gonçalves, um Senador Estadual de Minas Gerais, natural de Santa Luzia, cidade situada na Região Metropolitana de Belo Horizonte.

## Geografia
No município está localizada a Estação Ecológica Estadual Mata dos Ausentes, uma unidade de conservação mantida pelo Instituto Estadual de Florestas de Minas Gerais.